# Campeonato de Fútbol de Costa Rica 1930
La temporada 1930 de la Liga Nacional fue la 10.ª edición de la máxima categoría del sistema de Ligas costarricenses de fútbol.
Con el nuevo cetro obtenido por el Herediano se ratificó la supremacía que ejercían hasta ese entonces los antagónicos rivales, Heredia y La Libertad, ya que entre los dos equipos se llevaron ocho de los diez campeonatos jugados.

## Sistema de competición
La competición constó de un grupo único integrado por seis clubes. Siguiendo un sistema de liga, los seis equipos se enfrentaron todos contra todos en dos ocasiones sumando un total de 10 jornadas. La clasificación final se estableció con arreglo a los puntos obtenidos por los equipos en cada enfrentamiento, a razón de dos por partido ganado, uno por empatado y ninguno en caso de derrota.

## Clubes participantes
Seis equipos tomaron parte de la temporada de la Liga Nacional de Fútbol. Orión y Corsarios fueron los debutantes en la máxima categoría, mientras que Progreso se retiró con el campeonato en marcha, pero sus registros no fueron contabilizados.
| Equipo              | Ciudad   | Estadio  |
| ------------------- | -------- | -------- |
| Alajuelense         | Alajuela | Nacional |
| Corsarios           | Cartago  | Nacional |
| Gimnástica Española | San José | Nacional |
| Herediano           | Heredia  | Nacional |
| La Libertad         | San José | Nacional |
| Orión               | San José | Nacional |

## Desarrollo
La campaña de 1930 marcó el inicio de una década más que exitosa para el Herediano, en esta temporada los florenses alcanzaron el primero de los seis campeonatos que se anexaron en este periodo. Al finalizar el campeonato, heredianos y gimnásticos quedaron igualados en cantidad de puntos (14) lo que obligó a disputar un partido extra para decidir quien sería el campeón nacional, juego que a la postre se convertiría en la primera final de un campeonato nacional.
El décimo campeonato mayor de fútbol de Costa Rica tuvo algunas otras anécdotas como el hecho de que sería la última vez en que un equipo no terminó el certamen, en esta oportunidad los josefinos del Progreso se retiraron de la competencia y al igual que en otros torneos en que sucedió esta situación los puntos del Progreso no contaron, lo cual vino a perjudicar al Corsarios de Cartago que se inscribió para el campeonato de 1930, dicho sea de paso, la única participación corsaria en la máxima categoría.
La razón de que los brumosos se vieran perjudicados radicó en el hecho de que en toda la competición los Corsarios le ganaron únicamente a los progreseños y al retirarse estos, los puntos que habían ganado no contaron al final; Corsarios se convirtió entonces en el único equipo que ha jugado en la primera división que no logró alcanzar ni siquiera un punto.

### Clasificación
| Pos. | Equipo              | Pts. | PJ | G | E | P  | GF | GC | Dif. | Notas |
| ---- | ------------------- | ---- | -- | - | - | -- | -- | -- | ---- | ----- |
| 1    | C. S. Herediano     | 16   | 11 | 7 | 2 | 2  | 30 | 14 | +16  |       |
| 2    | Gimnástica Española | 14   | 11 | 7 | 0 | 4  | 22 | 16 | +6   |       |
| 3    | L. D. Alajuelense   | 12   | 10 | 5 | 2 | 3  | 20 | 14 | +6   |       |
| 4    | C. S. La Libertad   | 11   | 10 | 4 | 3 | 3  | 12 | 13 | −1   |       |
| 5    | Orión F. C.         | 9    | 10 | 4 | 1 | 5  | 26 | 17 | +9   |       |
| 6    | Corsarios F. C.     | 0    | 10 | 0 | 0 | 10 | 7  | 43 | −36  |       |

 Fuente: RSSSF
Criterios de clasificación: Puntos · Diferencia de goles · Goles a favor
|                                    |
|                                    |
| Campeón C. S. Herediano 5.º título |

## Estadísticas

### Plantilla del campeón
La nómina completa de la temporada 1930 del Herediano que se proclamó campeón por quinta vez en su historia.
1. Braulio Morales
2. Carlos Centeno
3. Eladio Rosabal Cordero
4. Enrique de Mezerville
5. Francisco Fuentes
6. Gilberto Arguedas
7. Guillermo Bolaños
8. Guillermo Pérez
9. Humberto Lizano
10. Ismael Quesada
11. Jeremías Vargas
12. Leonidas Esquivel
13. Lorenzo Arias
14. Luis Miranda
15. Manuel Zúñiga
16. Milton Valverde
17. Rodolfo Jones
18. Santiago Bonilla
19. Victor Víquez

### Otros datos
- Máximo goleador: Alejandro Morera con 8 goles (L. D. Alajuelense)[3]
- Total de goles marcados: 117
- En 1930 se jugó la primera final de un campeonato, aunque no estaba proyectada en la organización del torneo, el empate final en puntos de la Gimnástica y el Herediano obligó a la Federación a concertar un juego de desempate para decidir quien sería el nuevo monarca.
- Corsarios no consiguió ningún punto y al no volver a jugar nunca más en la primera categoría, se convirtió en la única escuadra que jamás puntuó en el campeonato nacional. Progreso fue el único club que perdió ante el Corsarios pero al retirarse del certamen, la Federación decidió que los números conseguidos y los que habían obtenido los otros cuadros ante los josefinos no contarían. De esa manera el único triunfo que tuvo Corsarios en primera división se fue al abismo.
- Aparece el por primera vez en la primera división el Orión o también llamado "el equipo de la Constelación", se bautizó en el certamen goleando 14-2 a Corsarios, lo que significa la mayor goleada en la historia del campeonato mayor de fútbol.[4]